# Nizerolles
Nizerolles – miejscowość i gmina we Francji, w regionie Owernia-Rodan-Alpy, w departamencie Allier.

## Demografia
Według danych na rok 1990 gminę zamieszkiwało 289 osób, a gęstość zaludnienia wynosiła 16 osób/km². w styczniu 2015 r. Nizerolles zamieszkiwały 352 osoby, przy gęstości zaludnienia wynoszącej 19,5 osób/km².